# Cantón de Cysoing
El cantón de Cysoing era una división administrativa francesa, que estaba situada en el departamento de Norte y la región de Norte-Paso de Calais.

## Composición
El cantón estaba formado por catorce comunas:
- Bachy
- Bourghelles
- Bouvines
- Camphin-en-Pévèle
- Cappelle-en-Pévèle
- Cobrieux
- Cysoing
- Genech
- Louvil
- Mouchin
- Péronne-en-Mélantois
- Sainghin-en-Mélantois
- Templeuve
- Wannehain

## Supresión del cantón de Cysoing
En aplicación del Decreto nº 2014-167 de 17 de febrero de 2014, el cantón de Cysoing fue suprimido el 22 de marzo de 2015 y sus 14 comunas pasaron a formar parte del nuevo cantón de Templeuve.